# Parlament Gruzije
Parlament Gruzije sastoji se od 150 zastupnika, koji se biraju mješovitim izbornim sustavom na razdoblje od 4 godine. Parlament ima zakonodavnu vlast, odobrava Vladu Gruzije i usvaja proračun.
Od 26. svibnja 2012. godine sjedište Parlamenta je u drugom po veličini gradu u Gruziji - Kutaisiju. Zgrada Parlamenta je luksuzna pa su uslijedile kritike, zbog rastrošnosti. Predsjednik parlamenta je David Usupašvili.

## Parlamentarne frakcije
- Koalicijska vlada - 87
- stranka Gruzijski san

- Oporba - 58
- Ujedinjeni Nacionalni pokret - 50
- Slobodni demokrati - 8